# リヒャルト・ベンノ・アダム
リヒャルト・ベンノ・アダム（Richard Benno Adam,1873年3月5日 - 1937年1月20日）はドイツの画家である。曾祖父のアルブレヒト・アダムから続く、戦争画や動物画を描く画家を多く輩出したアダム家の画家で、騎馬姿の人物の肖像画や、貴族の持ち馬の肖像画を描いた。

## 略歴
ミュンヘンで生まれた。父親のエミール・アダムは競走馬などを描いた画家で、父親から絵を学んだ後、ミュンヘン美術院に入学し、ニコラオス・ギジスやアレクサンダー・シュトレーヒューバー(Alexander Strähuber)、ルートヴィッヒ・ランゲンマンテル(Ludwig von Langenmantel)に学び、ハインリヒ・クニルの画塾でも学んだ。1892年から1894年の間はカールスルーエで風景画や家畜の絵を得意とするヘルマン・バイシュ(Hermann Baisch)に学んだ。
父親の有力な顧客であった、オーストリアの貴族で芸術のパトロンであったヴィルツェク伯爵(Johann Nepomuk Wilczek)から注文を受けたのをはじまりに、1896年からドイツやオーストリア、ボヘミア、ハンガリーの貴族の持ち馬の肖像画を描いた。1897年頃の夏に、オーストリア＝ハンガリー帝国皇后エリーザベトのポッセンホーフェン城に招かれ、皇后エリーザベトを含む集合肖像画を描いた。1899年にはハンガリー狩猟クラブで馬の絵などを描いた。
ドイツ皇帝ヴィルヘルム2世などの騎馬姿の肖像画が人気になり、ヴィルヘルム2世の絵は絵葉書にされて、売り出された。第一次世界大戦中は戦争画家として働いたが、戦争画終わった後、貴族の肖像画や動物画家とした働いた。1928年から1931年に何度かアメリカに渡り、アメリカのスポーツ選手の肖像画を描いた。
ミュンヘンで没した。

## 作品

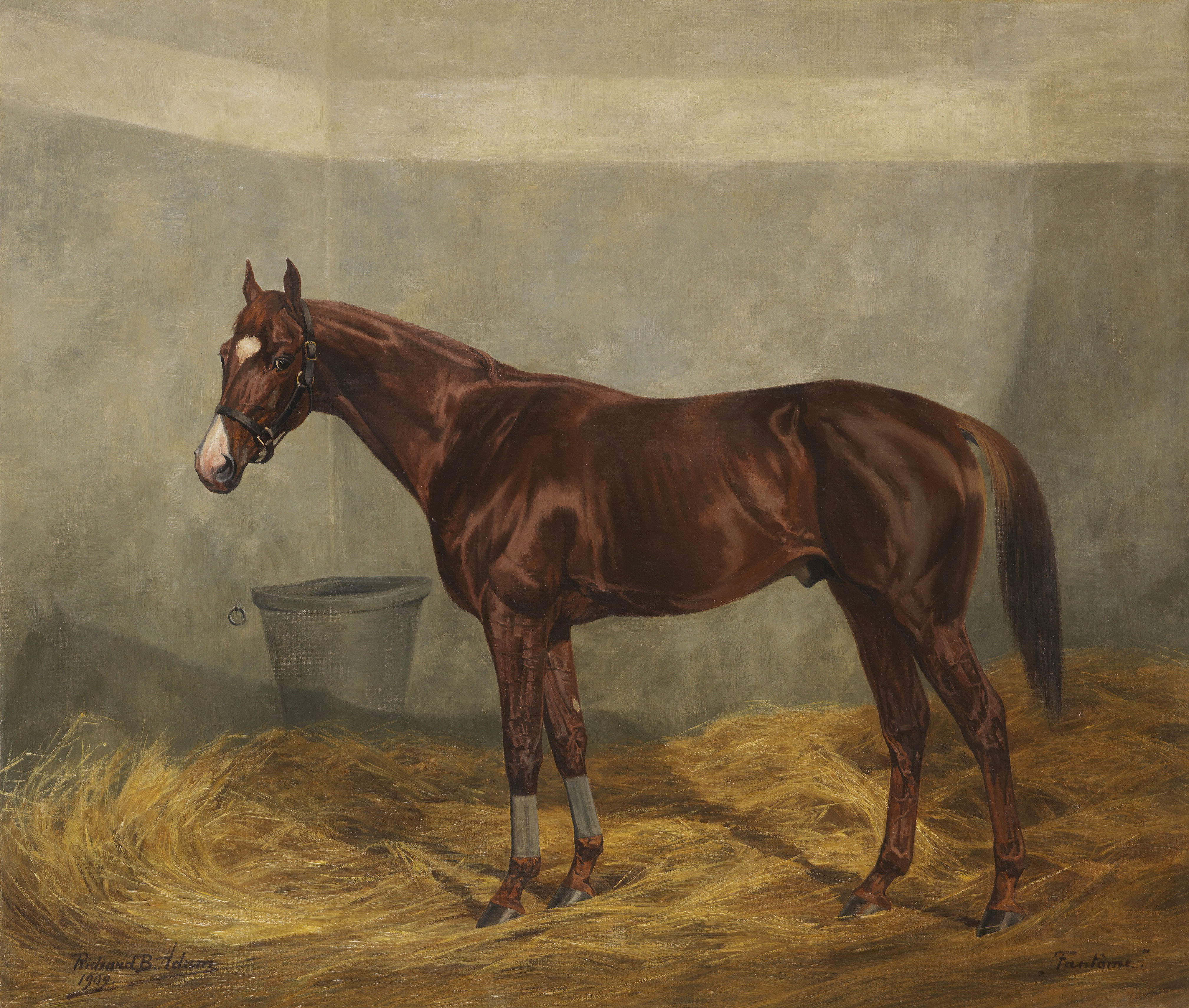
競走馬 "Fantôme"(1899)
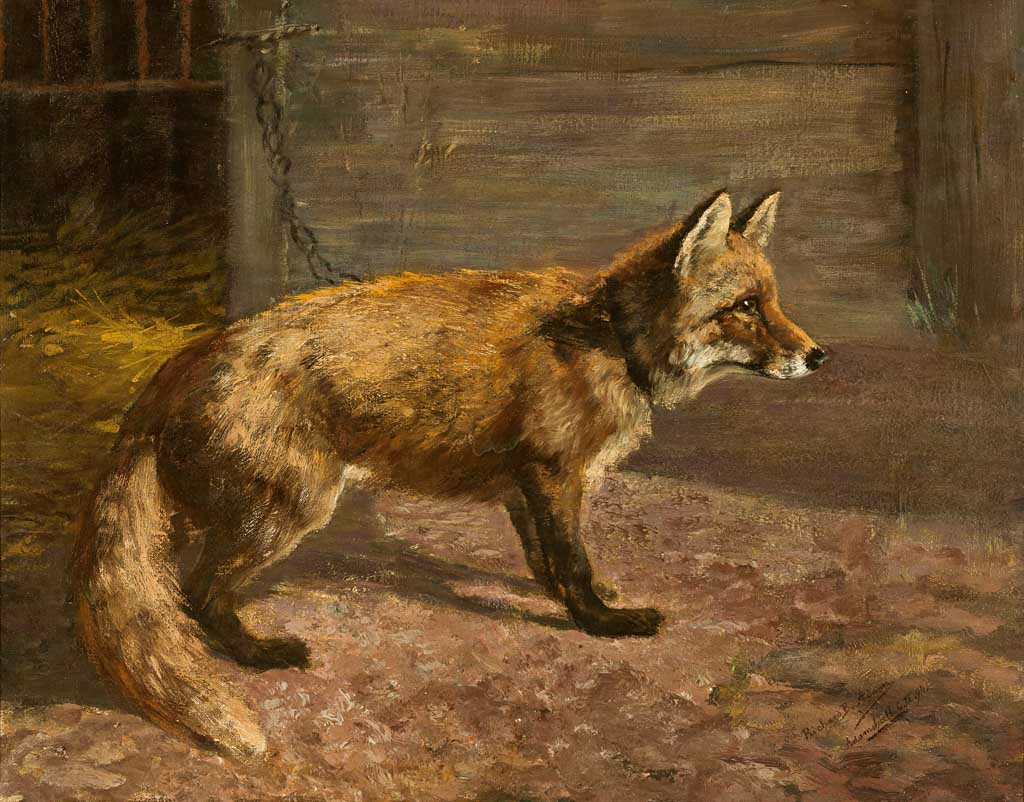
狐(1894)
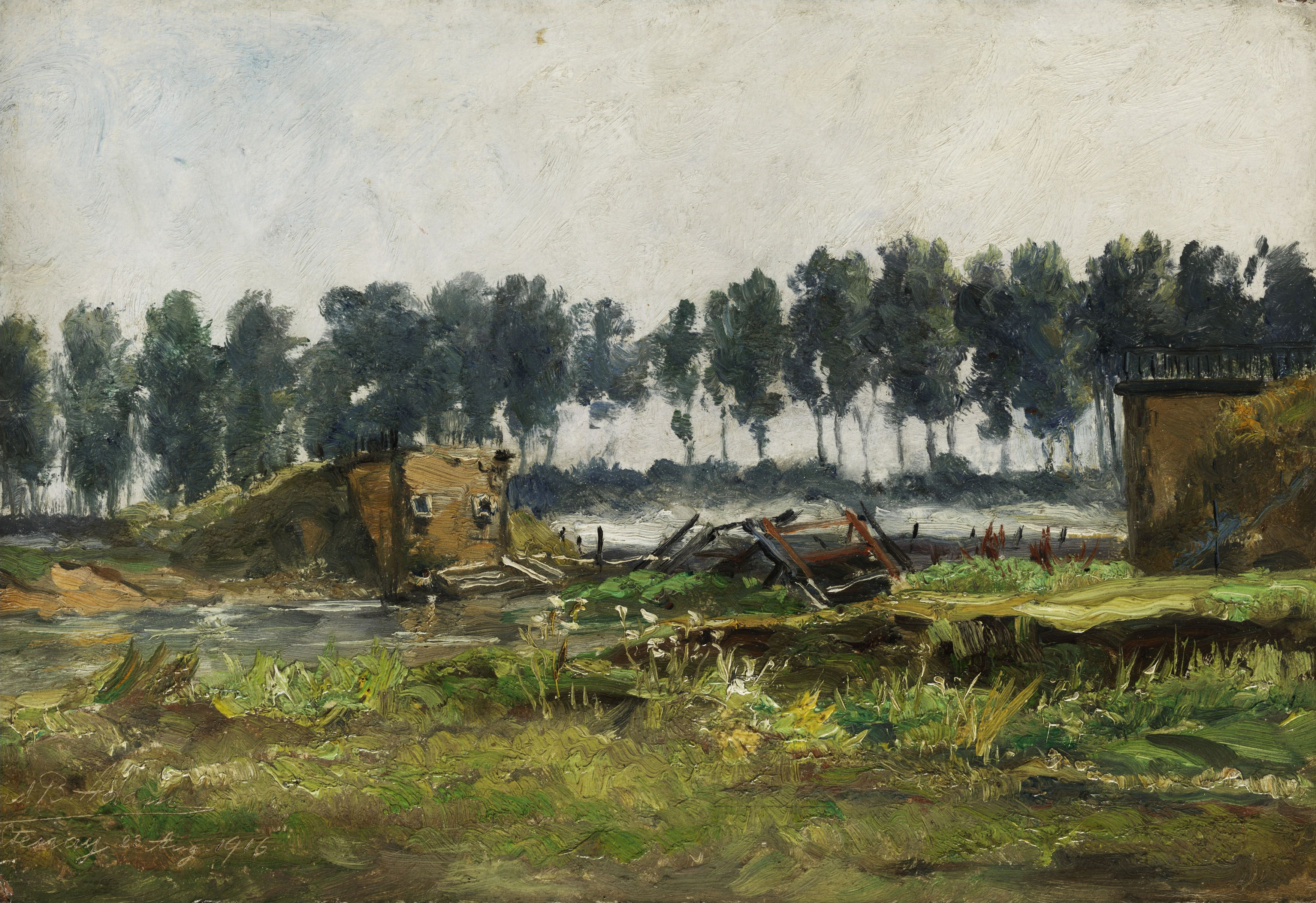
壊された橋(1918)

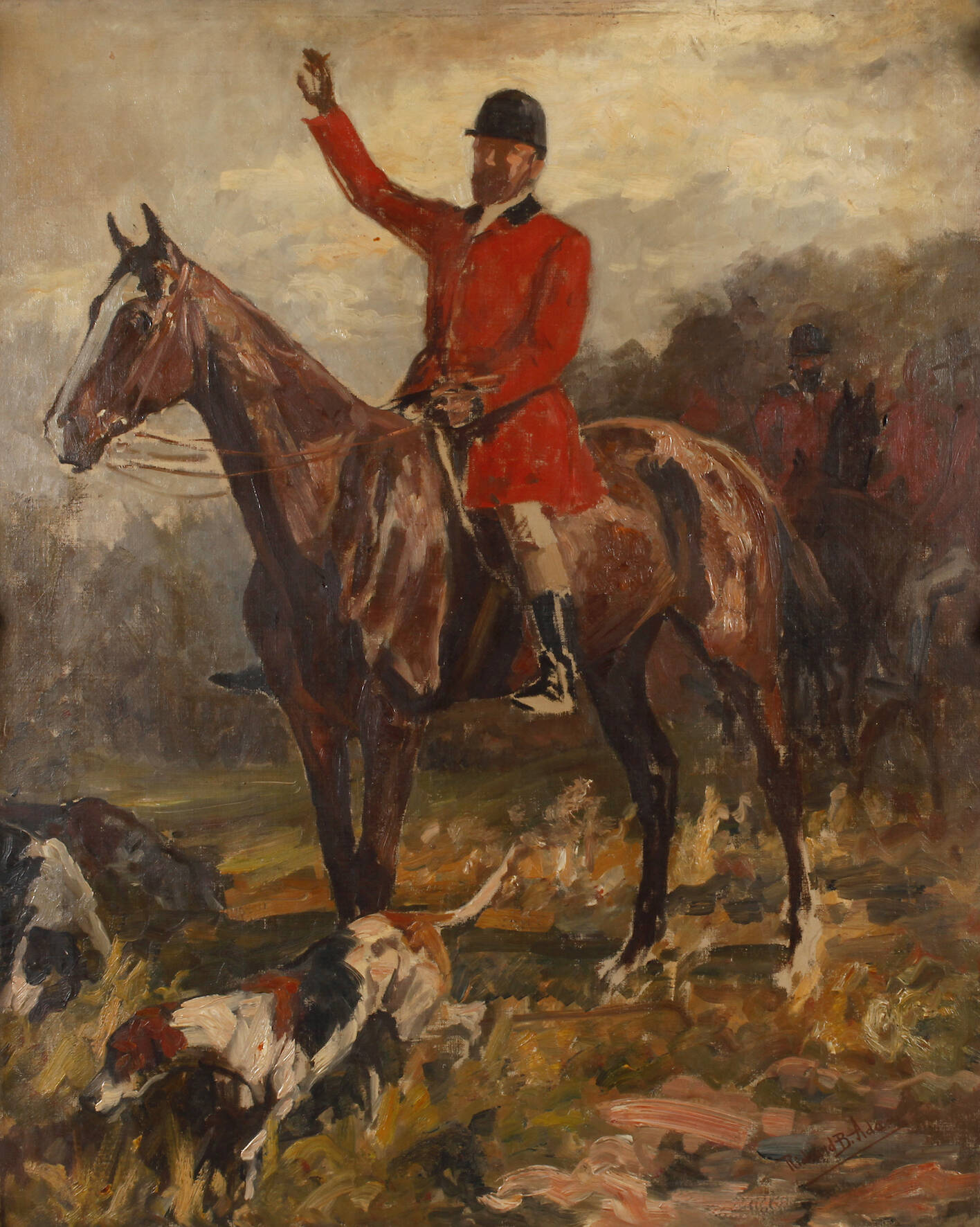
猟をする貴族
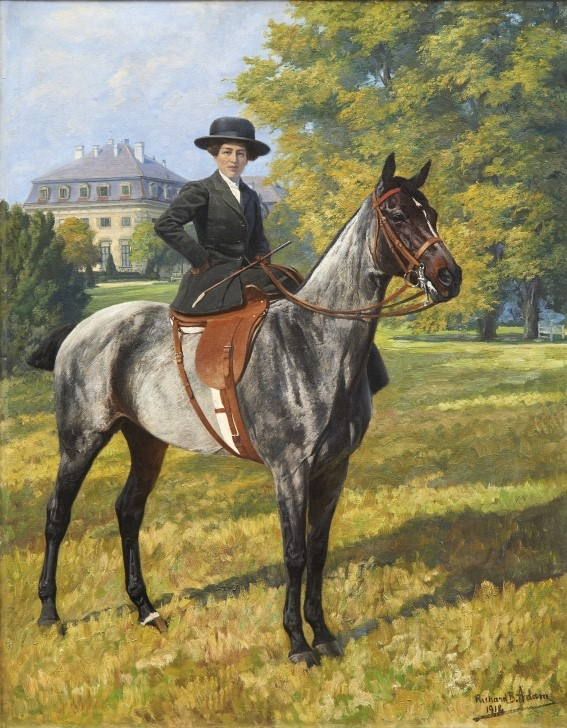
庭園の女性騎手
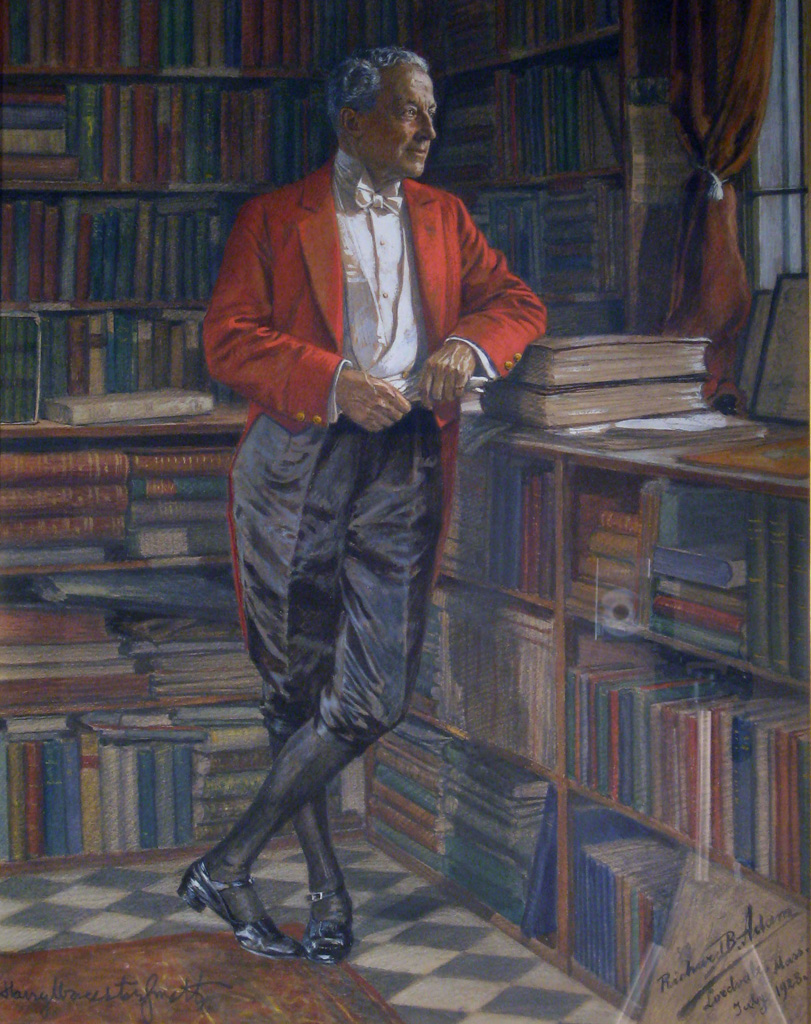
Harry Worcester Smithの肖像画
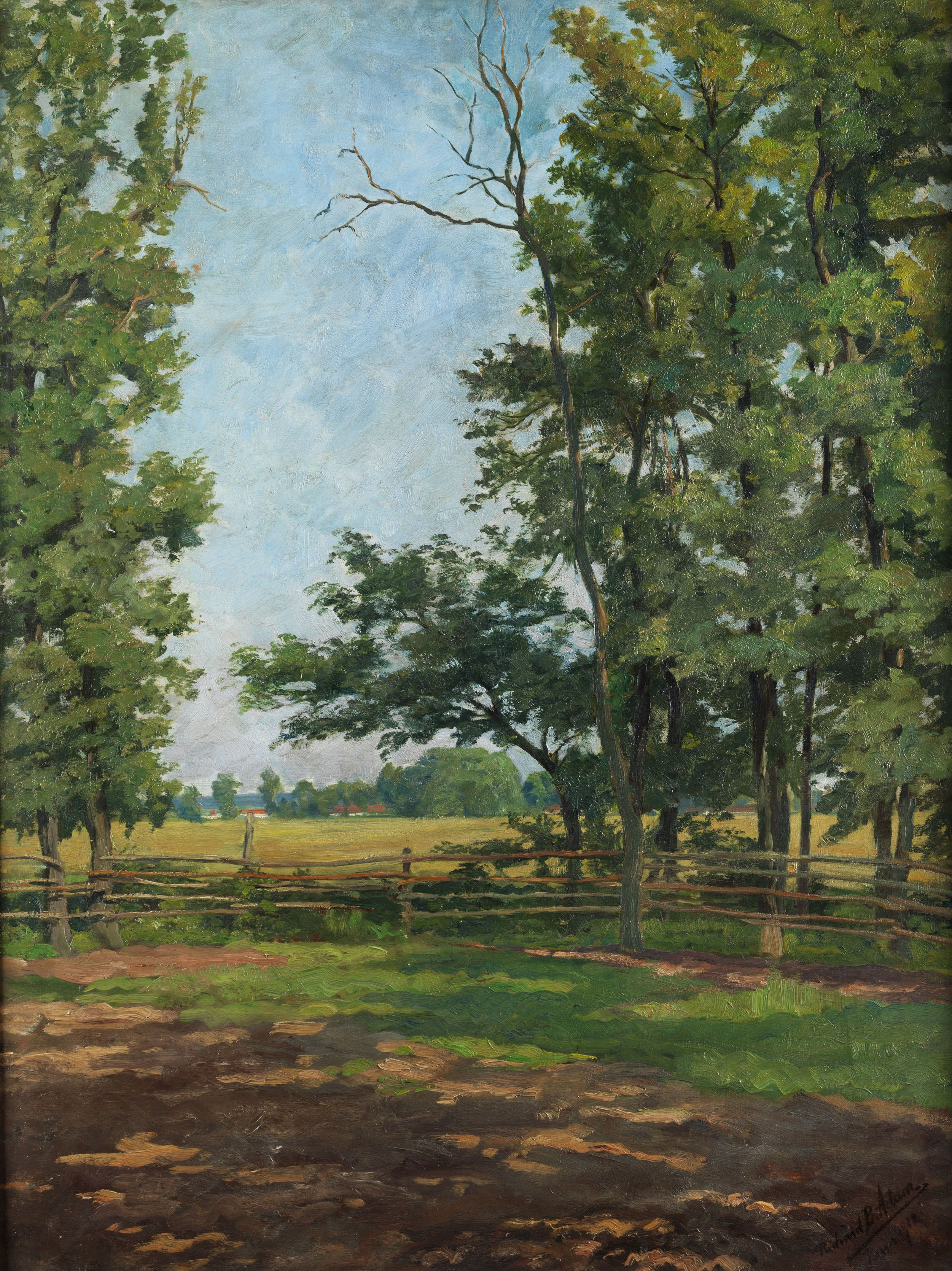
風景画